# چلچله نواردار
چلچله نواردار (نام علمی: Riparia cincta) نام یک گونه از سرده چلچله‌های کرانه‌ای است.